# Mischocyttarus scitulus
Mischocyttarus scitulus är en getingart som beskrevs av Zikan 1949. Mischocyttarus scitulus ingår i släktet Mischocyttarus och familjen getingar. Inga underarter finns listade i Catalogue of Life.